# Familie lexicală
În lexicologie, termenul familie lexicală sau familie de cuvinte desemnează un grup de cuvinte care constituie o sferă considerată mai mare sau mai mică în privința originii lor, în funcție de viziunea lingvistului care o stabilește.

## Sfera familiei de cuvinte
Unii lingviști limitează familia de cuvinte la cele formate într-o limbă dată prin derivare de la o aceeași rădăcină, și la cele formate prin compunere din astfel de cuvinte și altele, cu rădăcină diferită.
După alți autori, familia lexicală cuprinde și cuvinte împrumutate a căror rădăcină este și la baza cuvintelor formate pe terenul limbii considerate. Împrumutul poate proveni din limba mamă a limbii considerate. De exemplu, cuvântul aqua „apă” din latină a evoluat în limba franceză la forma eau (cuvânt moștenit), dar și forma aqua se găsește în cuvinte ca aquatique „acvatic”, aqueux „apos”, aqueduc „apeduct”, aquarium „acvariu” (împrumuturi), precum și în aquifère „acvifer” (derivat în franceză de la aqua cu sufixul -fère, tot de origine latină). Alte cuvinte din această familie, cu aceeași rădăcină, nu sunt luate din latină, ci din altă limbă. Așa sunt, bunăoară, cuvintele aquarelle „acuarelă” și gouache „guașă”, din limba italiană. Există și familii lexicale care cuprind sinonime provenite de la aceeași rădăcină, dar intrate în limbă pe căi diferite, unul fiind moștenit, celălalt împrumutat. Acestea sunt dublete, precum în limba română frățesc (derivat din cuvântul moștenit frate) și fratern (împrumut din latină).
Sunt și lingviști care deosebesc familii de cuvinte morfologice și familii de cuvinte semantice. Sunt morfologice familiile formate prin derivare. De exemplu, în franceză, familiei cuvântului champignon „ciupercă” îi aparține verbul champignonner „a culege ciuperci”. Baza altei familii morfologice este latinescul fongus „ciupercă marină” (< latina clasică fungus), din care este derivat adjectivul fongique „ca ciuperca, provocat de ciupercă”. Altă familie morfologică este cea a cuvintelor formate cu elementul prim de compunere savantă myco-, de la grecescul μυ ́κης „ciupercă”, de exemplu ''mycose „micoză”. Aceste trei familii ar putea fi considerate o singură familie semantică, deoarece sunt foarte apropiate ca înțeles, ba mai mult, se completează una pe alta. Nu există adjectiv în familia morfologică a lui champignon, nici nume de boală, dar există fongique și mycose. Nu există verb în familia morfologică a ultimelor două cuvinte, dar există champignonner. Un exemplu analog este în limba engleză familia lui eat „a mânca”, ce cuprinde derivate de la acesta, împrumutul din latină edible „comestibil” (< edibilis), precum și alte cuvinte.
Uneori, familia de cuvinte nu este limitată la o singură limbă, ci este extinsă la o întreagă familie de limbi. În acest sens se consideră ca făcând parte din aceeași familie toate cuvintele care au la bază aceeași rădăcină din ipotetica limbă proto-indo-europeană. La o asemenea rădăcină se ajunge prin metode ale lingvisticii comparative, pe baza unor legi fonetice. Astfel, cuvântul sanscrit parayati „a duce prin”, cel din greaca veche peirein „a trece prin”, cel latinesc portare „a purta”, cel armenesc hordan „a înainta”, cel din slava veche pariti „a zbura”, cel din engleza veche faran, „a merge, a călători” și toate cuvintele care le au la bază pe acestea, fac parte din aceeași familie de cuvinte, provenind din rădăcina proto-indo-europeană *per- cu sensul „a conduce undeva, a trece prin”.
Familiile de cuvinte bazate pe un strămoș comun, chiar dacă au intrat în limbă pe căi diferite, sunt numite familii istorice. Acelea din aceste familii ale căror membri sunt percepuți ca înrudiți de către vorbitorii actuali, precum fr  eau, aquatique, aqueux etc., sunt numite sincronice. Sunt totodată și cuvinte cu aceeași bază, dar care nu mai sunt percepute ca fiind în relație, de exemplu fr  salade „salată” cu sel „sare”, sau panier „coș” cu pain „pâine”. În engleză, un caz analog este cel al cuvintelor borrow „a lua împrumut” și bargain „a negocia”.

## Familii de cuvinte în câteva limbi
- ro : bun, bunătate, bunăvoință, bună-cuviință, bunicel, bunișor, îmbuna, îmbunare, îmbunătăți etc.[1]
- en : eat „a mânca”; dubletul eatable (derivat) și edible [împrumut din latină (< edibilis)] „comestibil”; edibility „comestibilitate”; inedible „necomestibil”; inedibility „necomestibilitate”; eater „care mănâncă”; eatery „cantină”; edacious (derivat de la la  edax) „mâncăcios” etc.[9]
- hr : rădăcina drv- (a cuvântului drvo „copac, pom, lemn”); drvce „copăcel, pomișor”; drven „de lemn”; drvenjara „casă din lemn”; drvar „tăietor de lemne” și/sau „vânzător de lemne”; drvarica „femeie care taie sau adună lemne”; drvarnica „cămară de lemne”[10].

În limba maghiară sunt familii de limbi relativ mari, deoarece nu numai derivarea, ci și compunerea este foarte productivă în comparație cu o limbă ca româna, de pildă. Exemplu de familie din cuvinte derivate și compuse: munka „muncă”, munkás „muncitor” (substantiv), munkásság „muncitorime, activitate de muncă”, megmunkál „a prelucra”, munkálkodik „a se ocupa muncind”, munkaerő „forță de muncă”, munkaterv „plan de muncă”, munkaszervezés „organizarea muncii”, vasmunkás „siderurgist” etc.
În această limbă poate exista și un număr relativ mare de cuvinte derivate unul de la altul, membre ale unei familii lexicale pe lângă alte cuvinte. Exemplu de la rădăcina ad- a verbului ad „dă”: + -at → adat „dată” (informație) + -ol → adatol „documentează” + -hat → adatolhat „poate documenta” + -atlan → adatolhatatlan „imposibil de documentat” + -ság → adatolhatatlanság „imposibilitate de a documenta”.